# Adelges merkeri
Adelges merkeri är en insektsart. Adelges merkeri ingår i släktet Adelges och familjen barrlöss. Inga underarter finns listade i Catalogue of Life.